# Sameer Bhattacharya
Pour les articles homonymes, voir Bhattacharya.
 (juin 2018).
Si vous disposez d'ouvrages ou d'articles de référence ou si vous connaissez des sites web de qualité traitant du thème abordé ici, merci de compléter l'article en donnant les références utiles à sa vérifiabilité et en les liant à la section « Notes et références ».
Sameer Bhattacharya (né le 31 août 1984) est l'un des deux guitaristes du groupe Flyleaf. Il est d'origine bengalie.